# Fragma
Fragma je německý taneční hudební projekt, který byl založen roku 1998 a měl následně velký úspěch ve Velké Británii. Po celém světě se prodaly více než 2 miliony hudebních nosičů s jejich nahrávkami. Skupina se skládá z bratrů Marca Duderstadta a Dirka Duderstadta, producenta Ramona Zenkera a německé zpěvačky Damae.
První singl „Toca Me“ dosáhl roku 1999 11. místo v britských žebříčcích. V roce 2000 byl vydán nový singl spojující hudbu z Toca Me s textem písně „I need a miracle“ zpěvačky Coco. Tak vznikl „Toca's miracle“. „Toca's Miracle“ se umístil na prvním místě britských, irských a australských žebříčků. Prvního většího úspěchu v domácím Německu Fragma dosáhla se skladbou „Everytime You Need Me“ se zpěvačkou Marií Rubiou. První singl s Damae „You Are Alive“ se umístil také v žebříčku prvních 5 britských žebříčků.

## Diskografie

### Alba
- 2001: Toca
- 2002: Embrace

### Singly
- 1999: Toca Me
- 2000: Toca's Miracle
- 2001: Everytime You Need Me
- 2001: You Are Alive
- 2001: Say That You're Here
- 2002: Embrace Me
- 2002: Time And Time Again
- 2003: Man In The Moon
- 2006: Radiowaves
- 2008: Toca's Miracle/Toca Me 2008 (Vocals By Coco)
- 2008: Memory
- 2009: Forever And A Day
- 2010: What Do You Want (joint collaboration with Jesus Luz)